# Ramnagar (Nainital)
Ramnagar is een stad en gemeente in het district Nainital van de Indiase staat Uttarakhand. 

## Demografie
Volgens de Indiase volkstelling van 2001 wonen er 47.099 mensen in Ramnagar, waarvan 52% mannelijk en 48% vrouwelijk is. De plaats heeft een alfabetiseringsgraad van 66%. 